# Daniele Massaro
Daniele Emilio Massaro (Monza, 23 maggio 1961) è un ex calciatore italiano, di ruolo centrocampista o attaccante, nonché ex pilota di rally.
A livello di club ha colto molti successi con il Milan tra la fine degli anni ottanta e la metà degli anni novanta. Con la nazionale italiana è stato campione del mondo nel 1982 (convocato ma senza giocare) in Spagna e vicecampione del mondo nel 1994 negli Stati Uniti.

## Caratteristiche tecniche
Nella Fiorentina veniva impiegato come mediano di spinta, mentre al Milan è stato impiegato dapprima come ala sinistra da Arrigo Sacchi e in seguito come punta da Fabio Capello. È stato soprannominato Provvidenza per la sua capacità di risolvere partite molto spesso bloccate o difficili per le proprie squadre, soprattutto nei minuti finali.

## Carriera

### Club

#### Monza e Fiorentina

Massaro in azione al Monza nel 1979-1980

Scoperto da Adriano Galliani, viene lanciato nel 1978 dal Monza in Serie B, dove disputa tre buone stagioni.
Passa nel 1981 alla Fiorentina, con cui esordisce in Serie A il 13 settembre dello stesso anno contro il Como. Con la maglia viola diventa subito titolare, contribuendo a mantenere i toscani in lotta per lo scudetto: nel 1981-1982 il titolo sfuma per un solo punto all'ultima giornata, dopo un lungo testa a testa con la Juventus. Negli anni successivi si conferma un titolare fisso della formazione gigliata.

#### Milan, la parentesi romana e l'esperienza giapponese
Nel 1986 è il primo colpo del nuovo Milan targato Berlusconi - Galliani per 6,7 miliardi di lire. Dopo una prima stagione sottotono, condizionata da alcuni infortuni (segnando comunque la rete decisiva nello spareggio UEFA), conquista lo scudetto 1987-1988 da primo rincalzo dell’undici titolare di Arrigo Sacchi, e l'anno successivo, dopo aver disputato gli incontri estivi di Coppa Italia in rossonero, viene ceduto in prestito per una stagione alla Roma.
Tornato a Milano nella stagione 1989-1990, complice l'assenza per infortunio di Ruud Gullit, disputa un’annata da titolare fisso, mettendo a segno 10 gol in campionato (15 complessivi in 48 presenze) e vincendo la Coppa dei Campioni. L’anno successivo, nonostante non abbia mai la certezza di essere titolare, trova spesso spazio nella formazione milanese.

Massaro al Milan nella stagione 1986-1987

Diventa pedina ancor più importante nel gioco della squadra negli anni successivi, con l'arrivo del nuovo allenatore Fabio Capello il quale, dopo l'infortunio di Marco van Basten, lo fa giocare nel ruolo di centravanti: era già stato seconda punta nella stagione dello scudetto 1991-92 a supporto dell’olandese. Massaro si adatta alla perfezione, e nella stagione 1993-1994 è tra i protagonisti del terzo scudetto consecutivo, laureandosi capocannoniere della squadra e guadagnandosi il soprannome di Provvidenza per i numerosi gol decisivi. Inoltre, nella finale di Champions League ad Atene contro gli spagnoli del Barcellona, è il mattatore della serata segnando una doppietta nel 4-0 che permette ai rossoneri, debilitati da infortuni e squalifiche, di superare i favoriti blaugrana.
Nonostante abbia perso il posto da titolare nella sua ultima stagione in rossonero, nel febbraio 1995 va a segno anche nella finale di ritorno della Supercoppa europea, vinta dai milanesi contro l'Arsenal; al termine della stagione, nell'estate del 1995, l'ormai trentaquattrenne Massaro si trasferisce in Giappone nelle file dello Shimizu S-Pulse, dove conclude la carriera un anno e mezzo dopo.

### Nazionale
Il 23 settembre 1981 esordisce nella nazionale Under-21, con la quale disputerà un totale di 4 partite partecipando al campionato europeo di categoria del 1984.
Sotto la direzione di Enzo Bearzot debutta in nazionale il 14 aprile 1982, a 20 anni, giocando titolare nella partita amichevole contro la Germania Est disputata a Lipsia. Viene quindi convocato per il vittorioso campionato del mondo 1982 in Spagna, dove tuttavia non viene mai schierato in campo. Dopo il Mondiale, colleziona cinque presenze in azzurro fra il 1984 e il 1986.
Ritorna in nazionale 8 anni dopo con Arrigo Sacchi, il quale dopo averlo utilizzato nella gara amichevole contro la Germania disputata il 23 marzo 1994, lo convoca per il campionato del mondo 1994 negli Stati Uniti all'età di trentatré anni. Massaro segna un gol nella terza partita del girone contro il Messico (1-1), un pareggio che permette all'Italia di qualificarsi agli ottavi di finale. Schierato titolare nella finale di Pasadena contro il Brasile, ha un'occasione da gol ma non riesce a sfruttarla. Ai tiri di rigore gli Azzurri poi soccombono ai brasiliani che si laureano campioni del mondo, con Massaro che sbaglia il quarto tiro della serie. Divenuto vicecampione del mondo, chiude qui la sua esperienza in nazionale.

## Statistiche

### Presenze e reti nei club
| Stagione               | Squadra                | Campionato             | Campionato | Campionato | Coppe nazionali | Coppe nazionali | Coppe nazionali | Coppe continentali | Coppe continentali | Coppe continentali | Altre coppe | Altre coppe | Altre coppe | Totale | Totale |
| Stagione               | Squadra                | Comp                   | Pres       | Reti       | Comp            | Pres            | Reti            | Comp               | Pres               | Reti               | Comp        | Pres        | Reti        | Pres   | Reti   |
| ---------------------- | ---------------------- | ---------------------- | ---------- | ---------- | --------------- | --------------- | --------------- | ------------------ | ------------------ | ------------------ | ----------- | ----------- | ----------- | ------ | ------ |
| 1979-1980              | Monza                  | B                      | 24         | 5          | CI              | 2               | 0               | -                  | -                  | -                  | -           | -           | -           | 26     | 5      |
| 1980-1981              | Monza                  | B                      | 36         | 5          | CI              | 4               | 0               | -                  | -                  | -                  | -           | -           | -           | 40     | 5      |
| Totale Monza           | Totale Monza           | Totale Monza           | 60         | 10         |                 | 6               | 0               |                    | -                  | -                  |             | -           | -           | 66     | 10     |
| 1981-1982              | Fiorentina             | A                      | 29         | 1          | CI              | 6               | 1               | -                  | -                  | -                  | -           | -           | -           | 35     | 2      |
| 1982-1983              | Fiorentina             | A                      | 30         | 5          | CI              | 3               | 0               | CU                 | 2                  | 0                  | -           | -           | -           | 35     | 5      |
| 1983-1984              | Fiorentina             | A                      | 29         | 1          | CI              | 6               | 0               | -                  | -                  | -                  | -           | -           | -           | 35     | 1      |
| 1984-1985              | Fiorentina             | A                      | 26         | 2          | CI              | 10              | 1               | CU                 | 4                  | 0                  | -           | -           | -           | 40     | 3      |
| 1985-1986              | Fiorentina             | A                      | 26         | 2          | CI              | 10              | 2               | -                  | -                  | -                  | -           | -           | -           | 36     | 4      |
| Totale Fiorentina      | Totale Fiorentina      | Totale Fiorentina      | 140        | 11         |                 | 35              | 4               |                    | 6                  | 0                  |             | -           | -           | 181    | 15     |
| 1986-1987              | Milan                  | A                      | 22+1       | 2+1        | CI              | 1               | 0               | -                  | -                  | -                  | -           | -           | -           | 24     | 3      |
| 1987-1988              | Milan                  | A                      | 26         | 4          | CI              | 7               | 1               | CU                 | 2                  | 0                  | -           | -           | -           | 35     | 5      |
| lug.-set. 1988         | Milan                  | A                      | -          | -          | CI              | 5               | 0               | CC                 | 0                  | 0                  | SI          | -           | -           | 5      | 0      |
| 1988-1989              | Roma                   | A                      | 30         | 5          | CI              | 1               | 0               | CU                 | 0                  | 0                  | -           | -           | -           | 31     | 5      |
| 1989-1990              | Milan                  | A                      | 30         | 10         | CI              | 8               | 3               | CC                 | 7                  | 2                  | SU+CInt     | 2+1         | 0           | 48     | 15     |
| 1990-1991              | Milan                  | A                      | 21         | 6          | CI              | 6               | 1               | CC                 | 4                  | 0                  | SU+CInt     | 1+0         | 1+0         | 32     | 8      |
| 1991-1992              | Milan                  | A                      | 32         | 9          | CI              | 6               | 0               | -                  | -                  | 0                  | -           | -           | -           | 38     | 10     |
| 1992-1993              | Milan                  | A                      | 29         | 5          | CI              | 7               | 2               | UCL                | 9                  | 2                  | SI          | 1           | 1           | 46     | 10     |
| 1993-1994              | Milan                  | A                      | 29         | 11         | CI              | 3               | 0               | UCL                | 11                 | 4                  | SI+SU+CInt  | 1+2+1       | 0+0+1       | 47     | 16     |
| 1994-1995              | Milan                  | A                      | 19         | 3          | CI              | 1               | 0               | UCL                | 8                  | 1                  | SI+SU+CInt  | 0+2+1       | 0+1+0       | 31     | 5      |
| Totale Milan           | Totale Milan           | Totale Milan           | 208+1      | 50+1       |                 | 44              | 7               |                    | 41                 | 9                  |             | 12          | 4           | 306    | 71     |
| 1995                   | Shimizu S-Pulse        | JL                     | 9          | 3          | CIJ             | 0               | 0               | -                  | -                  | -                  | -           | -           | -           | 9      | 3      |
| 1996                   | Shimizu S-Pulse        | JL                     | 11         | 7          | CIJ+CJ          | 0+5             | 0+1             | -                  | -                  | -                  | -           | -           | -           | 16     | 8      |
| Totale Shimizu S-Pulse | Totale Shimizu S-Pulse | Totale Shimizu S-Pulse | 20         | 10         |                 | 5               | 1               |                    | -                  | -                  |             | -           | -           | 25     | 11     |
| Totale carriera        | Totale carriera        | Totale carriera        | 458+1      | 86+1       |                 | 91              | 10              |                    | 47                 | 9                  |             | 12          | 4           | 609    | 110    |

### Cronologia presenze e reti in nazionale
| Cronologia completa delle presenze e delle reti in nazionale ― Italia | Cronologia completa delle presenze e delle reti in nazionale ― Italia | Cronologia completa delle presenze e delle reti in nazionale ― Italia | Cronologia completa delle presenze e delle reti in nazionale ― Italia | Cronologia completa delle presenze e delle reti in nazionale ― Italia | Cronologia completa delle presenze e delle reti in nazionale ― Italia | Cronologia completa delle presenze e delle reti in nazionale ― Italia | Cronologia completa delle presenze e delle reti in nazionale ― Italia |
| Data                                                                  | Città                                                                 | In casa                                                               | Risultato                                                             | Ospiti                                                                | Competizione                                                          | Reti                                                                  | Note                                                                  |
| --------------------------------------------------------------------- | --------------------------------------------------------------------- | --------------------------------------------------------------------- | --------------------------------------------------------------------- | --------------------------------------------------------------------- | --------------------------------------------------------------------- | --------------------------------------------------------------------- | --------------------------------------------------------------------- |
| 14-4-1982                                                             | Lipsia                                                                | Germania Est                                                          | 1 – 0                                                                 | Italia                                                                | Amichevole                                                            | -                                                                     |                                                                       |
| 7-4-1984                                                              | Verona                                                                | Italia                                                                | 1 – 1                                                                 | Cecoslovacchia                                                        | Amichevole                                                            | -                                                                     | 70’                                                                   |
| 22-5-1984                                                             | Zurigo                                                                | Germania Ovest                                                        | 1 – 0                                                                 | Italia                                                                | Amichevole                                                            | -                                                                     | 69’                                                                   |
| 26-5-1984                                                             | Toronto                                                               | Canada                                                                | 0 – 2                                                                 | Italia                                                                | Amichevole                                                            | -                                                                     | 65’                                                                   |
| 16-11-1985                                                            | Chorzów                                                               | Polonia                                                               | 1 – 0                                                                 | Italia                                                                | Amichevole                                                            | -                                                                     |                                                                       |
| 5-2-1986                                                              | Avellino                                                              | Italia                                                                | 1 – 2                                                                 | Germania Ovest                                                        | Amichevole                                                            | -                                                                     | 68’                                                                   |
| 23-3-1994                                                             | Stoccarda                                                             | Germania                                                              | 2 – 1                                                                 | Italia                                                                | Amichevole                                                            | -                                                                     | 64’                                                                   |
| 3-6-1994                                                              | Roma                                                                  | Italia                                                                | 1 – 0                                                                 | Svizzera                                                              | Amichevole                                                            | -                                                                     | 46’                                                                   |
| 11-6-1994                                                             | New Haven                                                             | Italia                                                                | 1 – 0                                                                 | Costa Rica                                                            | Amichevole                                                            | -                                                                     | 46’                                                                   |
| 18-6-1994                                                             | New York                                                              | Italia                                                                | 0 – 1                                                                 | Irlanda                                                               | Mondiali 1994 - 1º turno                                              | -                                                                     | 46’                                                                   |
| 23-6-1994                                                             | New York                                                              | Italia                                                                | 1 – 0                                                                 | Norvegia                                                              | Mondiali 1994 - 1º turno                                              | -                                                                     | 68’                                                                   |
| 28-6-1994                                                             | Washington                                                            | Italia                                                                | 1 – 1                                                                 | Messico                                                               | Mondiali 1994 - 1º turno                                              | 1                                                                     | 46’                                                                   |
| 5-7-1994                                                              | Boston                                                                | Nigeria                                                               | 1 – 2 dts                                                             | Italia                                                                | Mondiali 1994 - Ottavi di finale                                      | -                                                                     |                                                                       |
| 9-7-1994                                                              | Boston                                                                | Italia                                                                | 2 – 1                                                                 | Spagna                                                                | Mondiali 1994 - Quarti di finale                                      | -                                                                     |                                                                       |
| 17-7-1994                                                             | Pasadena                                                              | Brasile                                                               | 0 – 0 dts (3 – 2 dtr)                                                 | Italia                                                                | Mondiali 1994 - Finale                                                | -                                                                     | [ 15 ]                                                                |
| Totale                                                                |                                                                       | Presenze                                                              | 15                                                                    |                                                                       | Reti                                                                  | 1                                                                     |                                                                       |

## Palmarès

### Club

#### Competizioni nazionali
- Campionato italiano: 4

Milan: 1987-1988, 1991-1992, 1992-1993, 1993-1994
- Supercoppa italiana: 3

Milan: 1992, 1993, 1994
- Coppa J. League: 1

Shimizu S-Pulse: 1996

#### Competizioni internazionali
- Coppa dei Campioni/UEFA Champions League: 2

Milan: 1989-1990, 1993-1994
- Supercoppa UEFA: 3

Milan: 1989, 1990, 1994
- Coppa Intercontinentale: 2

Milan: 1989, 1990

### Nazionale
- Campionato mondiale: 1

Spagna 1982

### Individuale
- Guerin d'oro: 1

1993-1994

## Rally
Terminata l'attività calcistica, disputa diversi rally a livello italiano, gareggiando per due volte anche nel mondiale WRC nel Rally di Sanremo (nel 1998 e nel 1999). Navigato da Massimo Ciceri ottiene due vittorie, entrambe su Subaru Impreza WRC privata, al Circuito di Cremona e al Rally del Tartufo, eventi a validità nazionale.

## Risultati nel mondiale rally
| 1998 | Scuderia | Vettura        |  |  |  |  |  |  |  |  |  |  |    |  |  |  |  |  | Punti | Pos. |
| ---- | -------- | -------------- |  |  |  |  |  |  |  |  |  |  | -- |  |  |  |  |  | ----- | ---- |
| 1998 | Opel     | Opel Corsa GSi |  |  |  |  |  |  |  |  |  |  | 60 |  |  |  |  |  | 0     |      |

| 1999 | Scuderia | Vettura            |  |  |  |  |  |  |  |  |  |  |  |     |  |  |  |  | Punti | Pos. |
| ---- | -------- | ------------------ |  |  |  |  |  |  |  |  |  |  |  | --- |  |  |  |  | ----- | ---- |
| 1999 | Opel     | Opel Astra GSi 16V |  |  |  |  |  |  |  |  |  |  |  | Rit |  |  |  |  | 0     |      |

| Legenda | 1º posto | 2º posto | 3º posto | A punti | Senza punti | Ritirato | Squalificato | NP=Non partito C=Gara cancellata | Apice=Power stage |

## Dopo il ritiro
Nel 2016 viene candidato da Forza Italia, partito del Presidente del Milan Silvio Berlusconi, alle elezioni comunali a sostegno del candidato sindaco di Milano Stefano Parisi ottenendo 384 preferenze e non venendo eletto consigliere comunale.
Alla fine del 2023 consegue il diploma di direttore sportivo.